# Sygnet (logo)

Logo NBC zaprojektowane przez Chermayeff & Geismar. U góry symbol graficzny (sygnet), poniżej logotyp. Sygnetem jest kolorowy paw.

Przykład logo firmy Apple, którego elementem jest sam sygnet w kształcie jabłka.

Sygnet – symbol graficzny, który jednoznacznie kojarzy się z daną marką, firmą lub organizacją. Sygnet jest często wykorzystywany zamiast pełnego logo, szczególnie kiedy brakuje miejsca na przedstawienie całego znaku. Sygnet wraz z logotypem (przekazem tekstowym) tworzą logo. Słynnym sygnetem jest np. nadgryzione jabłko marki Apple, czy graficzny znak Pepsi.
Pełne logo najczęściej łączy logotyp z sygnetem, choć oba te elementy nie są konieczne, aby stworzyć znak firmowy. Niektóre marki decydują się na sam logotyp, inne na sam sygnet.
Logo może mieć dodatkowy element – claim, czyli hasło marki, które zwykle umieszcza się pod sygnetem/logotypem.